# Uruguayaans voetbalelftal in 1983
Het Uruguayaans voetbalelftal speelde in totaal vijftien interlands in het jaar 1983, waaronder acht duels in de strijd om de Copa América. In de finale over twee wedstrijden won Uruguay van Brazilië. Daarmee verzekerde de ploeg van bondscoach Omar Borrás zich van de twaalfde eindoverwinning in het kampioenschap van Zuid-Amerika. Vier spelers kwamen in alle vijftien duels in actie: doelman Rodolfo Rodríguez, verdediger Washington González en de middenvelders Nelson Agresta en Jorge Barrios.

## Balans
| Wedstrijden | Wedstrijden | Wedstrijden | Wedstrijden | Doelpunten | Doelpunten | Doelpunten | Punten |
| Gespeeld    | Winst       | Gelijk      | Verlies     | Voor       | Tegen      | Saldo      | Punten |
| ----------- | ----------- | ----------- | ----------- | ---------- | ---------- | ---------- | ------ |
| 15          | 6           | 7           | 2           | 19         | 12         | +7         | 1.266  |

## Interlands
|                                              |          |       |         | |
| 2 juni Copa Artigas № 470 «onderlinge duels» | Paraguay | 0 – 0 | Uruguay | Estadio Defensores del Chaco, Asunción Toeschouwers: 30.000 Scheidsrechter: Juan Francisco Escobar (PAR) |
| 2 juni Copa Artigas № 470 «onderlinge duels» |          |       |         | Estadio Defensores del Chaco, Asunción Toeschouwers: 30.000 Scheidsrechter: Juan Francisco Escobar (PAR) |

|                                              |                                                           |       |          |                                                                        |
| 9 juni Copa Artigas № 471 «onderlinge duels» | Uruguay                                                   | 3 – 0 | Paraguay | Estadio Centenario, Montevideo Toeschouwers: 45.000 Scheidsrechter: ?? |
| 9 juni Copa Artigas № 471 «onderlinge duels» | Wilmar Cabrera ??' Wilmar Cabrera ??' Fernando Morena ??' |       |          | Estadio Centenario, Montevideo Toeschouwers: 45.000 Scheidsrechter: ?? |

|                                                    |                     |       |                    |                                                                                         |
| 18 juli Vriendschappelijk № 472 «onderlinge duels» | Uruguay             | 1 – 1 | Peru               | Estadio Centenario, Montevideo Toeschouwers: 60.000 Scheidsrechter: Claudio Busca (ARG) |
| 18 juli Vriendschappelijk № 472 «onderlinge duels» | Arsenio Luzardo 50' |       | 29' Juan Caballero | Estadio Centenario, Montevideo Toeschouwers: 60.000 Scheidsrechter: Claudio Busca (ARG) |

|                                                        |                    |       |                      |                                                                                     |
| 11 augustus Vriendschappelijk № 473 «onderlinge duels» | Peru               | 1 – 1 | Uruguay              | Estadio Nacional, Lima Toeschouwers: 20.000 Scheidsrechter: Sergio Leiblinger (PER) |
| 11 augustus Vriendschappelijk № 473 «onderlinge duels» | Franco Navarro 40' |       | 29' Juan Muhletahler | Estadio Nacional, Lima Toeschouwers: 20.000 Scheidsrechter: Sergio Leiblinger (PER) |

|                                                        |         |       |          |                                                                                              |
| 25 augustus Vriendschappelijk № 474 «onderlinge duels» | Uruguay | 0 – 0 | Paraguay | Estadio Centenario, Montevideo Toeschouwers: 20.000 Scheidsrechter: Ramon Barreto Ruiz (URU) |
| 25 augustus Vriendschappelijk № 474 «onderlinge duels» |         |       |          | Estadio Centenario, Montevideo Toeschouwers: 20.000 Scheidsrechter: Ramon Barreto Ruiz (URU) |

|                                                   |                                         |       |                          |                                                                                          |
| 1 september Copa América № 475 «onderlinge duels» | Uruguay                                 | 2 – 1 | Chili                    | Estadio Centenario, Montevideo Toeschouwers: 30.000 Scheidsrechter: Arnaldo Coelho (BRA) |
| 1 september Copa América № 475 «onderlinge duels» | Eduardo Acevedo 45' Fernando Morena 63' |       | 76' Juan Carlos Orellana | Estadio Centenario, Montevideo Toeschouwers: 30.000 Scheidsrechter: Arnaldo Coelho (BRA) |

|                                                   |                                                                   |       |           |                                                                                             |
| 4 september Copa América № 476 «onderlinge duels» | Uruguay                                                           | 3 – 0 | Venezuela | Estadio Centenario, Montevideo Toeschouwers: 60.000 Scheidsrechter: Epifanio González (PAR) |
| 4 september Copa América № 476 «onderlinge duels» | Wilmar Cabrera 35' Fernando Morena 51' (pen.) Arsenio Luzardo 68' |       |           | Estadio Centenario, Montevideo Toeschouwers: 60.000 Scheidsrechter: Epifanio González (PAR) |

|                                                    |                                          |       |         |                                                                                     |
| 11 september Copa América № 477 «onderlinge duels» | Chili                                    | 2 – 0 | Uruguay | Estadio Nacional, Santiago Toeschouwers: 55.000 Scheidsrechter: Teodoro Nitti (ARG) |
| 11 september Copa América № 477 «onderlinge duels» | Rodolfo Dubó 9' Juan Carlos Letelier 80' |       |         | Estadio Nacional, Santiago Toeschouwers: 55.000 Scheidsrechter: Teodoro Nitti (ARG) |

|                                                    |                  |       |                                          |                                                                                      |
| 18 september Copa América № 478 «onderlinge duels» | Venezuela        | 1 – 2 | Uruguay                                  | Estadio Olímpico, Caracas Toeschouwers: 3.000 Scheidsrechter: Carlos Montalbán (PER) |
| 18 september Copa América № 478 «onderlinge duels» | Pedro Febles 77' |       | 74' Alberto Santelli 87' Carlos Aguilera | Estadio Olímpico, Caracas Toeschouwers: 3.000 Scheidsrechter: Carlos Montalbán (PER) |

|                                                         |                                           |       |         |                                                                                   |
| 21 september Vriendschappelijk № 479 «onderlinge duels» | Schotland                                 | 2 – 0 | Uruguay | Hampden Park, Glasgow Toeschouwers: 20.545 Scheidsrechter: David Richardson (ENG) |
| 21 september Vriendschappelijk № 479 «onderlinge duels» | John Robertson 24' (pen.) Davie Dodds 55' |       |         | Hampden Park, Glasgow Toeschouwers: 20.545 Scheidsrechter: David Richardson (ENG) |

|                                                         |                                  |       |                                         |                                                                                        |
| 26 september Vriendschappelijk № 480 «onderlinge duels» | Israël                           | 2 – 2 | Uruguay                                 | Bloomfield Stadion, Tel Aviv Toeschouwers: 20.545 Scheidsrechter: Nicolae Rainea (ROM) |
| 26 september Vriendschappelijk № 480 «onderlinge duels» | Zahi Armeli 48' Shabtai Levi 63' |       | 10' Carlos Aguilera 83' Carlos Aguilera | Bloomfield Stadion, Tel Aviv Toeschouwers: 20.545 Scheidsrechter: Nicolae Rainea (ROM) |

|                                                               |      |                     |         |                                                                                  |
| 13 oktober Copa América Halve finale № 481 «onderlinge duels» | Peru | 0 – 1               | Uruguay | Estadio Nacional, Lima Toeschouwers: 28.000 Scheidsrechter: Sergio Vásquez (CHI) |
| 13 oktober Copa América Halve finale № 481 «onderlinge duels» |      | 65' Carlos Aguilera |         | Estadio Nacional, Lima Toeschouwers: 28.000 Scheidsrechter: Sergio Vásquez (CHI) |

|                                                               |                    |       |                       |                                                                                             |
| 20 oktober Copa América Halve finale № 482 «onderlinge duels» | Uruguay            | 1 – 1 | Peru                  | Estadio Centenario, Montevideo Toeschouwers: 58.000 Scheidsrechter: Arturo Ithurralde (ARG) |
| 20 oktober Copa América Halve finale № 482 «onderlinge duels» | Wilmar Cabrera 49' |       | 24' Eduardo Malásquez | Estadio Centenario, Montevideo Toeschouwers: 58.000 Scheidsrechter: Arturo Ithurralde (ARG) |

|                                                         |                                       |       |          |                                                                                        |
| 27 oktober Copa América Finale № 483 «onderlinge duels» | Uruguay                               | 2 – 0 | Brazilië | Estadio Centenario, Montevideo Toeschouwers: 65.000 Scheidsrechter: Héctor Ortíz (PAR) |
| 27 oktober Copa América Finale № 483 «onderlinge duels» | Enzo Francescoli 41' Víctor Diogo 80' |       |          | Estadio Centenario, Montevideo Toeschouwers: 65.000 Scheidsrechter: Héctor Ortíz (PAR) |

|                                                         |              |       |                     |                                                                                      |
| 4 november Copa América Finale № 484 «onderlinge duels» | Brazilië     | 1 – 1 | Uruguay             | Estádio Fonte Nova, Salvador Toeschouwers: 95.000 Scheidsrechter: Edison Pérez (PER) |
| 4 november Copa América Finale № 484 «onderlinge duels» | Jorginho 23' |       | 77' Carlos Aguilera | Estádio Fonte Nova, Salvador Toeschouwers: 95.000 Scheidsrechter: Edison Pérez (PER) |

## Statistieken
| Rodolfo Rodríguez    | 1956-01-20 | Club Nacional          | 15 | 0 | 0 | 62 | 0  |
| Verdediging          |            |                        |    |   |   |    |    |
| Washington González  | 1955-12-06 | Club Nacional          | 15 | 0 | 0 | 32 | 0  |
| Eduardo Acevedo      | 1959-09-25 | Defensor Sporting Club | 12 | 0 | 1 | 12 | 1  |
| Nelson Gutiérrez     | 1962-04-13 | Peñarol                | 9  | 0 | 0 | 9  | 0  |
| Néstor Montelongo    | 1955-02-20 | Peñarol                | 8  | 1 | 0 | 13 | 0  |
| Raúl Esnal           | 1956-04-23 | Club Atlético Talleres | 4  | 0 | 0 | 4  | 0  |
| Walter Olivera       | 1952-08-16 | Peñarol                | 3  | 0 | 0 | 30 | 1  |
| José Luis Russo      | 1958-07-14 | Deportes Tolima        | 2  | 0 | 0 | 10 | 0  |
| Carlos Vasquez       | 1962-03-12 | Club Nacional          | 2  | 0 | 0 | 2  | 0  |
| Víctor de los Santos | 1963-08-17 | AAI Limeira            | 1  | 3 | 0 | 4  | 0  |
| Eliseo Rivero        | 1957-12-27 | Danubio FC             | 0  | 1 | 0 | 1  | 0  |
| Middenveld           |            |                        |    |   |   |    |    |
| Nelson Agresta       | 1955-06-30 | Sud América            | 15 | 0 | 0 | 34 | 1  |
| Jorge Barrios        | 1961-01-24 | Montevideo Wanderers   | 15 | 0 | 0 | 32 | 1  |
| Luis Alberto Acosta  | 1952-12-15 | Montevideo Wanderers   | 11 | 1 | 0 | 12 | 0  |
| Víctor Diogo         | 1958-04-06 | Peñarol                | 5  | 2 | 1 | 20 | 1  |
| Enzo Francescoli     | 1961-11-12 | CA River Plate         | 4  | 0 | 1 | 8  | 1  |
| Mario Saralegui      | 1959-04-24 | Peñarol                | 3  | 5 | 0 | 16 | 1  |
| Arsenio Luzardo      | 1959-09-04 | Club Nacional          | 3  | 2 | 2 | 11 | 2  |
| Alberto Santelli     | 1953-06-14 | Peñarol                | 3  | 1 | 1 | 13 | 2  |
| Víctor Rabuñal       | 1962-01-08 | Bella Vista            | 3  | 1 | 0 | 4  | 0  |
| Miguel Bossio        | 1960-02-10 | Peñarol                | 0  | 2 | 0 | 2  | 0  |
| Aanval               |            |                        |    |   |   |    |    |
| Wilmar Cabrera       | 1959-07-31 | Club Nacional          | 13 | 0 | 4 | 13 | 4  |
| Carlos Aguilera      | 1964-09-21 | Club Nacional          | 7  | 6 | 5 | 16 | 5  |
| Fernando Morena      | 1952-02-02 | Peñarol                | 5  | 0 | 3 | 53 | 22 |
| Venancio Ramos       | 1959-06-20 | Peñarol                | 4  | 4 | 0 | 27 | 3  |
| Juan Muhlethaler     | 1954-12-17 | Rampla Juniors         | 2  | 0 | 1 | 6  | 1  |
| Jorge Villazán       | 1962-10-05 | Club Nacional          | 1  | 4 | 0 | 5  | 0  |
| Antonio Alzamendi    | 1956-06-07 | Tecos de Guadalajara   | 0  | 1 | 0 | 6  | 0  |
| Mauricio Silvera     | 1964-12-30 | River Plate Montevideo | 0  | 1 | 0 | 1  | 0  |

AUF · A-internationals · Selecties · Bondscoaches · Uruguayaans vrouwenelftal · Olympisch elftal · Uruguay U21 · Uruguay U20 · Uruguay U19 · Uruguay U18 · Uruguay U17
1900 – 1909 ·
1910 – 1919 ·
1920 – 1929 ·
1930 – 1939 ·
1940 – 1949 ·
1950 – 1959 ·
1960 – 1969 ·
1970 – 1979 ·
1980 – 1989 ·
1990 – 1999 ·
2000 – 2009 ·
2010 – 2019 ·
2020 – 2029
WK 1930 · 
WK 1950 · 
WK 1954 · 
WK 1962 · 
WK 1966 · 
WK 1970 ·
WK 1974 · 
WK 1986 · 
WK 1990 · 
WK 2002 · 
WK 2010 · 
WK 2014 · 
WK 2018
OS 1924 · 
OS 1928 ·
OS 2012
1902 · 
1903 · 
1904 · 
1905 · 
1906 · 
1907 · 
1908 · 
1909 ·
1910 · 
1911 · 
1912 · 
1913 · 
1914 · 
1915 · 
1916 · 
1917 · 
1918 · 
1919 ·
1920 · 
1921 · 
1922 · 
1923 · 
1924 · 
1925 · 
1926 · 
1927 · 
1928 · 
1929 ·
1930 · 
1931 · 
1932 · 
1933 · 
1934 · 
1935 · 
1936 · 
1937 · 
1938 · 
1939 ·
1940 · 
1941 · 
1942 · 
1943 · 
1944 · 
1945 · 
1946 · 
1947 · 
1948 · 
1949 ·
1950 · 
1951 · 
1952 · 
1953 · 
1954 · 
1955 · 
1956 · 
1957 · 
1958 · 
1959 ·
1960 · 
1961 · 
1962 · 
1963 · 
1964 · 
1965 · 
1966 · 
1967 · 
1968 · 
1969 ·
1970 · 
1971 · 
1972 · 
1973 · 
1974 · 
1975 · 
1976 · 
1977 · 
1978 · 
1979 ·
1980 · 
1981 · 
1982 · 
1983 · 
1984 · 
1985 · 
1986 · 
1987 · 
1988 · 
1989 ·
1990 ·
1991 · 
1992 · 
1993 · 
1994 · 
1995 · 
1996 · 
1997 · 
1998 · 
1999 · 
2000 · 
2001 · 
2002 · 
2003 · 
2004 · 
2005 · 
2006 · 
2007 · 
2008 · 
2009 · 
2010 · 
2011 · 
2012 · 
2013 · 
2014 · 
2015 · 
2016 ·
2017 ·
2018 ·
2019 ·
2020 ·
2021 ·
2022 ·
2023 ·
2024
Algerije ·
Angola ·
Argentinië ·
Australië ·
België ·
Bolivia ·
Brazilië ·
Bulgarije ·
Canada ·
Chili ·
China ·
Colombia ·
Costa Rica ·
Cuba ·
DDR ·
Denemarken ·
Duitsland ·
Ecuador ·
Egypte ·
Engeland ·
Estland ·
 Finland ·
Frankrijk ·
Georgië ·
Ghana ·
Guatemala ·
Haïti ·
Honduras ·
Hongarije ·
Ierland ·
India ·
Indonesië ·
Irak ·
Iran ·
Israël ·
Italië ·
Ivoorkust ·
Jamaica ·
Japan ·
Joegoslavië ·
Jordanië ·
Libië ·
Luxemburg ·
Maleisië ·
Mexico ·
Marokko ·
Nederland ·
Nicaragua ·
Nieuw-Zeeland ·
Nigeria ·
Noord-Ierland ·
Noorwegen ·
Oekraïne ·
Oezbekistan ·
Oman ·
Oostenrijk ·
Panama ·
Paraguay ·
Peru ·
Polen ·
Portugal ·
Roemenië ·
Rusland ·
Saarland ·
Saoedi-Arabië ·
Schotland ·
Senegal ·
Servië & Montenegro ·
Singapore ·
Slovenië ·
Sovjet-Unie ·
Spanje ·
Tahiti ·
Thailand ·
Trinidad en Tobago · 
Tsjechië ·
Tsjecho-Slowakije ·
Tunesië · 
Turkije ·
Venezuela ·
Verenigde Arabische Emiraten ·
Verenigde Staten ·
Wales ·
Zuid-Afrika ·
Zuid-Korea ·
Zweden ·
Zwitserland
Argentinië (1986) ·
België (1990) ·
Brazilië (1950) · 
Colombia (2014) ·
Costa Rica (2014) ·
Denemarken (1986) ·
Denemarken (2002) ·
Duitsland (2010) ·
Egypte (2018) ·
Engeland (2014) ·
Frankrijk (2002) ·
Frankrijk (2010) ·
Frankrijk (2018) ·
Ghana (2010) ·
Italië (1990) ·
Italië (2014) ·
Mexico (2010) ·
Nederland (1974) ·
Nederland (2010) ·
Portugal (2018) ·
Rusland (2018) ·
Saoedi-Arabië (2018) ·
Schotland (1986) ·
Senegal (2002) ·
Spanje (1990) ·
West-Duitsland (1986) ·
Zuid-Afrika (2010) ·
Zuid-Korea (1990) ·
Zuid-Korea (2010)